# Дубински бафер
У 3D рачунарској графици, дубински бафер или Z-бафер је алгоритам који омогућава реалистичну графичку перспективу слике. Приликом цртања објекта, дубина пиксела се садржи у дубинском баферу, који је низ од пиксела у којем се за сваки пиксел чува одређена дубина. У случају да се два објекта налазе на истој координати, црта се објекат чија је дубина ближа тачки гледања. Најчешће се користе 16-битне, 32-битне и 24-битне прецизности дубине, а већа прецизност има видљивих ефеката на квалитет слике.

## Конфликт дубинског бафера
Уколико се два објекта нађу на истој или веома приближној дубини десиће се графички артефакт, у којем преклапају једни друге приликом цртања. Најчешће се дешава у 16-битној и мањој прецизности.